# Solenostoma atrorevolutum
Solenostoma atrorevolutum là một loài rêu tản trong họ Jungermanniaceae. Loài này được (Grolle ex Amak.) Váňa & D.G. Long mô tả khoa học lần đầu tiên năm 2009.